# Obed Nkambadio
Obed Alpha Nkambadio (ur. 7 lutego 2003 w Paryżu) – francuski piłkarz kongijskiego pochodzenia grający na pozycji bramkarza we francuskim klubie Paris FC. Młodzieżowy reprezentant Francji. Uczestnik Letnich Igrzysk Olimpijskich 2024 w Paryżu.